# Verdets
Verdets – miejscowość i gmina we Francji, w regionie Nowa Akwitania, w departamencie Pireneje Atlantyckie.
Według danych na rok 1990 gminę zamieszkiwały 243 osoby, a gęstość zaludnienia wynosiła 43 osób/km² (wśród 2290 gmin Akwitanii Verdets plasuje się na 935. miejscu pod względem liczby ludności, natomiast pod względem powierzchni na miejscu 1385.).